# Isabel Salgado
Maria Isabel Barroso Salgado (* 2. August 1960 in Rio de Janeiro; † 16. November 2022 in São Paulo) war eine brasilianische Volleyball- und Beachvolleyballspielerin sowie -trainerin. Sie wurde zweimal in der Halle und einmal im Sand Meisterin ihres Heimatlandes.

## Karriere
Salgado begann ihre Karriere im Hallenvolleyball. Mit dem CR Flamengo wurde sie zweimal brasilianische Meisterin. Später war sie auch bei italienischen und japanischen Vereinen aktiv. Mit der brasilianischen Nationalmannschaft, der sie seit 1976 angehörte, nahm sie an den Olympischen Sommerspielen 1980 in Moskau und 1984 in Los Angeles sowie an den Volleyball-Weltmeisterschaften der Frauen 1982 in Peru und 1986 in der Tschechoslowakei teil. Ihren letzten Einsatz für die Volleyball-Nationalmannschaft hatte sie 1989 bei der Volleyball-Südamerikameisterschaft der Frauen in Curitiba.
In den 1990er Jahren wandte sich Salgado dem Beachvolleyball zu. Sie ist eine der Spielerinnen, die am ersten Turnier der FIVB World Tour der Frauen in Almería im August 1992 teilnahmen. Mit der späteren Weltmeisterin und Olympiasiegerin Jackie Silva belegte sie den vierten Platz im einzigen gemeinsamen internationalen Turnier. In der gleichen Saison siegten die beiden bei der brasilianischen Meisterschaft. In den nächsten Jahren erreichte Isabel mit ihrer neuen Partnerin Roseli Timm ihre größten Erfolge. Die Brasilianerinnen wurden 1993 Vizemeisterinnen ihres Heimatlandes und gewannen von 1993 bis 1994 eine Goldmedaille bei der Veranstaltung in Miami, außerdem drei Silber- und zwei Bronzemedaillen. Anschließend spielte Salgado mit verschiedenen Partnerinnen noch weitere drei Jahre auf der Tour, ehe sie 1997 ihre Karriere beendete.

## Privates
Isabel Salgado war Mutter von sechs Kindern, von denen drei Beachvolleyballspieler sind. Maria-Clara und Carolina starteten 2005 das erste Mal gemeinsam bei der World Tour und gewannen 2008 ihre erste Goldmedaille in Mysłowice. Sohn Pedro gewann mehr als zehn Turniere und wurde 2008 mit seinem Partner FIVB Tour Champion und zum Team of the Year gewählt.
Isabel Salgado starb im November 2022 im Alter von 62 Jahren an akutem Lungenversagen.
Maria Clara Salgado ist Geschäftsführerin des Premio Isabel Salgado.